# Kavyam
Kavyam là một bộ phim điện ảnh tiếng Malayalam của đạo diễn Anish Varma. Phim có sự tham gia của Suresh Gopi và Navya Nair trong các vai chính, và có Manoj K. Jayan, Vijayaraghavan, Kaviyoor Ponnamma và Indrans trong những vai quan trọng khác.

## Diễn viên
- Suresh Gopi trong vai Kunchunni Namboothiri
- Navya Nair trong vai Umadevi
- Manoj K. Jayan trong vai Ananthakrishna Bhagavathar
- Vijayaraghavan
- Kaviyoor Ponnamma
- Indrans
- Kunchan
- Machan Varghese